# ساعد وبطاج
ساعد وبطاح هي إحدى القرى المحتلة والمدمرة التابعة لمركز فيق التابع لمحافظة القنيطرة في هضبة الجولان بجنوب غرب سوريا.

قرية في جنوب الجولان، تتبع ناحية قرى مركز ومنطقة فيق محافظة القنيطرة 198 م تحت سطح البحر.
أخذت تسميتها من ينبوعي ماء فيها. أحدهما ساعد والآخر بطاح. تقع في أرض منبسطة على الجانب الأيمن لنهر اليرموك غربي مكان التقائه بوادي الرقاد ب3.5 كم إلى الجنوب الشرقي من مدينة فيق بمسافة 6 كم، وهي على الحدود السورية الأردنية. أقيمت القرية على أنقاض خربة قديمة تعود إلى العهد البيزنطي، إذ وجد فيها  آثار حجرية وأخرى كنعانية، وفخار يعود إلى العهود الرومانية والبيزنطية والعربية الإسلامية. سكانها من بدو المنطقة. عرفت بزراعة الحبوب والبقول والخضار، إلى جانب تربية الأغنام والأبقار. يشرب أهلها من مياه الينابيع المحلية.